# Porthcurno
Porthcurno è un piccolo villaggio sulla costa ovest della Cornovaglia in Inghilterra.
Dista circa cinque chilometri dalla estremità più a sud-ovest dell'Inghilterra.
Il luogo è famoso per essere il punto di entrata in mare della linea telegrafica sottomarina Londra-Bombay, intorno al 1872, oltre che di diverse altre linee di collegamento con l'Europa.
Nel 1934 partivano da Porthcurno quattordici linee telegrafiche, a cui cominciarono ad aggiungersi sistemi di comunicazione radio.
Nel paese era situata un ufficio telegrafico nodale, in cui avveniva l'instradamento dei messaggi ed un'importante scuola per telegrafisti e tecnici attiva fino alla fine degli anni novanta.
Durante la seconda guerra mondiale  fu scavato un tunnel per proteggere gli impianti dai bombardamenti. Questo tunnel è oggi adibito a museo.

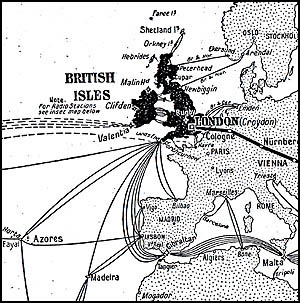
Mappa del XIX secolo con indicati i collegamenti telegrafici da Porthcurno

Oggi Porthcurno è ancora un importante nodo di telecomunicazione, anche se i cavi telegrafici sono stati sostituiti con cavi a fibra ottica per telefonia e dati. L'automatizzazione ha inoltre fortemente ridotto la presenza di personale.
Il luogo è interessante anche per le spiagge e i vicini villaggi di pescatori.